# Santo Domingo Ingenio
Santo Domingo Ingenio är en kommun i Mexiko.   Den ligger i delstaten Oaxaca, i den sydöstra delen av landet, 600 km sydost om huvudstaden Mexico City.
Följande samhällen finns i Santo Domingo Ingenio:
- La Blanca
- Barrio Ventero